# Zotalemimon malina
Zotalemimon malina là một loài bọ cánh cứng trong họ Cerambycidae.